# Condado de Hancock (Ohio)
O Condado de Hancock é um dos 88 condados do Estado americano de Ohio. A sede do condado é Findlay, e sua maior cidade é Findlay. O condado possui uma área de 1 382 km² (dos quais 6 km² estão cobertos por água), uma população de 71 295 habitantes, e uma densidade populacional de 52 hab/km² (segundo o censo nacional de 2000). O condado foi fundado em 12 de fevereiro de 1820.